# Rhatta cuneifera
Rhatta cuneifera là một loài bướm đêm trong họ Noctuidae.